# Pont-Saint-Martin (Loira Atlàntic)

Ubicació de Pont-Saint-Martin dins el departament de Loira Atlàntic

Pont-Saint-Martin (en bretó Pont-Marzhin) és un municipi francès, situat a la regió de país del Loira, al departament de Loira Atlàntic, que històricament ha format part de la Bretanya. L'any 2006 tenia 5.373 habitants. Limita amb els municipis de Bouguenais, Rezé, Les Sorinières, Le Bignon, La Chevrolière i Saint-Aignan-Grandlieu.

## Demografia
| 1962                                       | 1968  | 1975  | 1982  | 1990  | 1999  |
| ------------------------------------------ | ----- | ----- | ----- | ----- | ----- |
| 1.932                                      | 2.134 | 2.690 | 3.320 | 3.835 | 4.754 |
| Des de 1962: població sense dobles comptes |       |       |       |       |       |

## Administració
| Període   | Identitat          | Partit        |
| --------- | ------------------ | ------------- |
| 1943-1947 | Henri de la Robrie |               |
| 1947-1965 | Joseph Beranger    |               |
| 1965-1977 | Joseph David       |               |
| 1977-1983 | Jean-Pierre Gardin |               |
| 1983-1989 | Maurice Figureau   |               |
| 1989-2001 | Michel Goux        |               |
| 2001-     | Yves François      | Divers droite |

## Agermanaments
- Pont-Saint-Martin (Vall d'Aosta)
- Brockenhurst